# Альбрехт Ахіллес
Альбрехт Адольф Конрад Ахіллес (нім. Albrecht Adolf Konrad Achilles; 15 січня 1914, Карлсруе, Німецька імперія — 27 вересня 1943, біля Салвадора, Бразилія) — німецький підводник, корветтен-капітан. Кавалер Лицарського хреста Залізного хреста.

## Життєпис
Поступив на службу у ВМС у квітні 1934 року. Проходив навчання у морській школі Шлезвіг-Гольштайну і на лінкорі «Гнейзенау». Після річного навчання у морському училищі Мюрвіка у квітні 1940 року переведений у підводний флот, здійснив 3 походи на субмарині U-66 під командуванням Роберта-Ріхарда Цаппа. В листопаді 1941 року покинув U-66.
З січня 1942 року — командир U-161. В основному діяв у Карибському морі, також у бразильських та африканських водах. У травні 1942 року потопив американський патрульний корабель Acacia, в жовтні пошкодив британський легкий крейсер «Фібі» (5 450 брт).
27 вересня 1943 року U-161 була потоплена бомбардувальниками ВМС США. Всі 53 члени екіпажу загинули.

## Досягнення
Як командир U-161 Ахіллес здійснив 6 походів (435 днів у морі) і потопив 14 ворожих кораблів (загальний тоннаж — 64 542 брт) і пошкодив 6 кораблів (41 122 брт).
| Дата              | Назва корабля                      | Тип                   | Тоннаж | Вантаж | Екіпаж | Загиблі | Країна                     | Конвой |
| ----------------- | ---------------------------------- | --------------------- | ------ | --- | ------ | ------- | -------------------------- | ------ |
| 19 лютого 1942    | British Consul (пошкоджений)       | Паровий танкер        | 6,940  | Мазут | 42     | 0       | Британська імперія         |        |
| 19 лютого 1942    | Mokihana (пошкоджений)             | Торговий пароплав     | 7,460  | 7300 тонн ленд-лізу | 45     | 0       | США                        |        |
| 21 лютого 1942    | Circe Shell                        | Тепловий танкер       | 8,207  | Баласт | 58     | 1       | Британська імперія         | ON-60  |
| 23 лютого 1942    | Lihue                              | Торговий пароплав     | 7,001  | 5000 тонн генеральних вантажів і військової техніки                                                                                    | 45     | 0       | США                        |        |
| 7 березня 1942    | Uniwaleco                          | Китобійна база        | 9,755  | 8800 тонн мазуту | 51     | 18      | Південно-Африканський Союз |        |
| 10 березня 1942   | Lady Nelson (пошкоджений)          | Пасажирський пароплав | 7,970  | Генеральні вантажі та продукти харчування                                                                                              | 235    | 25      | Канада                     |        |
| 10 березня 1942   | Umtata (пошкоджений)               | Торговий пароплав     | 8,141  | Хромова руда, асбест і м'ясо | 140    | 41      | Британська імперія         |        |
| 14 березня 1942   | Sarniadoc                          | Торговий пароплав     | 1,940  | Боксити | 21     | 21      | Канада                     |        |
| 15 березня 1942   | USCGC Acacia (WAGL-200)            | Плавучий маяк         | 1,130  | | 35     | 0       | США                        |        |
| 16 червня 1942    | Nueva Altagracia                   | Вітрильник            | 30     | Овочі та фрукти | 8      | 0       | Домініканська Республіка   |        |
| 3 липня 1942      | San Pablo (невиправно пошкоджений) | Торговий пароплав     | 3,305  | | ?      | 24      | Панама                     |        |
| 16 липня 1942     | Fairport                           | Торговий пароплав     | 6,165  | 8000 тонн військової техніки і танки як палубний вантаж                                                                                | 123    | 0       | США                        | AS-4   |
| 23 жовтня 1942    | HMS Phoebe (43) (пошкоджений)      | Легкий крейсер        | 5,450  | | ?      | 42      | Британська імперія         |        |
| 8 листопада 1942  | Benalder (пошкоджений)             | Торговий пароплав     | 5,161  | Військові товари | 59     | 7       | Британська імперія         | ST-40  |
| 8 листопада 1942  | West Humhaw                        | Торговий пароплав     | 5,527  | 2000 тонн мастила і 3915 тонн генеральних вантажів, включаючи кабельні барабани та вантажівки як палубний вантаж                       | 59     | 0       | США                        | ST-40  |
| 29 листопада 1942 | Tjileboet                          | Торговий пароплав     | 5,760  | Генеральні вантажі, включаючи продовольство та боєприпаси                                                                              | 62     | 62      | Нідерланди                 | ON-145 |
| 12 грудня 1942    | Ripley                             | Торговий теплохід     | 4,997  | 9000 тонн пальмової олії, червоного дерева і каучуку                                                                                   | 41     | 0       | Британська імперія         |        |
| 19 травня 1943    | Angelus                            | Вітрильник            | 255    | Меляса | 10     | 8       | Канада                     |        |
| 20 вересня 1943   | St. Usk                            | Торговий пароплав     | 5,472  | 6883 тонни генеральних вантажів, включаючи рис, м'ясні консерви та насіння бавовнику                                                   | 48     | 0       | Британська імперія         |        |
| 26 вересня 1943   | Itapagé                            | Торговий теплохід     | 4,998  | 600 тонн генеральних вантажів, включаючи бочки з дизелем і соляною кислотою, 2000 ящиків пивних пляшок, 30 000 панелей та 2 вантажівки | 107    | 22      | Бразилія                   |        |

## Звання
- Зее-кадет (26 вересня 1934)
- Обер-матрос (1 жовтня 1934)
- Обер-штабс-матрос (1 січня 1935)
- Фенріх-цур-зее (1 липня 1935)
- Обер-фенрих-цур-зее
- Лейтенант-цур-зее (16 квітня 1937)
- Обер-лейтенант-цур-зее (13 квітня 1943)
- Капітан-лейтенант (14 серпня 1941)
- Корветтен-капітан (5 квітня 1945; посмертно)

## Нагороди
- Медаль «За вислугу років у Вермахті» 4-го класу (4 роки) (8 квітня 1938)
- Нагрудний знак підводника (7 серпня 1941)
- Залізний хрест
  - 2-го класу (7 серпня 1941)
  - 1-го класу (5 квітня 1942)
- Нагрудний знак флоту (28.01.1942)[5]
- Відзначений у Вермахтберіхт
  - «Під час операцій в американських водах особливо відзначились підводні човни під керівництвом капітан-лейтенантів Ахіллеса та Ніко Клаузена.» (12 березня 1942)
- Лицарський хрест Залізного хреста (16 січня 1943)